# Nurjahan Begum
Nurjahan Begum (4 de junio de 1925 – Daca, 23 de mayo de 2016) fue una periodista bangladesí. Begum fue galardonada el 2011 con el reconocimiento Ekushey Padak, que otorga el gobierno de Bangladés. Fue editora del semanario Begum, la primera revista de mujeres del subcontinente indio. La publicación fue la primera del país al incluir fotografías y abrió oportunidades para muchas escritoras musulmanas. Begum era hija de Mohammad Nasiruddin, periodista y fundador de las revistas Saogat y Begum.